# Външна политика на Северна Македония
Основните приоритети на политиците в Северна Македония са присъединяването на държавата към НАТО и ЕС.
На 20 февруари 2019 г. Народното събрание ратифицира Протокола за присъединяване на Република Северна Македония към НАТО, което бе една от първите ратификации.
На 24 юни 2022 г. 47-то Народно събрание на Република България взе решение да подкрепи отваряне на пътя за присъединяване на Република Северна Македония към ЕС. С решението си то даде мандат на Министерския съвет да одобри предложените от Френското председателство на Съвета на ЕС. Преговорна рамка за Република Северна Македония и заключения на Съвета, както и да бъде подписан Протокол от Второ заседание на Съвместната междуправителствена комисия по чл. 12 от Договора за приятелство, добросъседство и сътрудничество от 2017 г. Ключов за България въпрос е и гарантирането на правата на българите в Република Северна Македония, включително чрез реализиране на тяхното легитимно искане за включването им в Конституцията наравно с останалите народи в страната.

## Двустранни отношения

### България
На 15 януари 1992 г. България бе първата страна, признала официално тогавашна Република Македония. На 12 септември 1992 г. са открити генерални консулства на двете страни, съответно в София и Скопие. На 21 декември 1993 г. между България и Република Македония са установени дипломатически отношения на равнище посолства. България обаче отказва да признае македонската нация и език, и смята че македонците са част от българската нация, това води до някои усложнения при подписването на договори между двете държави. Но на 1 август 2017 г. бе подписан Договор за приятелство, добросъседство и сътрудничество между Република България и Република Македония, който влезе в сила чрез размяна на ратификационните инструменти между министрите на външните работи на 14 февруари 2018 г.
Двустранните отношения между Северна Македония и България се основават на тяхната Съвместна декларация от 22 февруари 1999.

### Косово
На 17 февруари 2008 г. парламентът на Косово, като част от временните институции за самоуправление на провинцията, приема декларация за независимост на Косово от Сърбия. Това е втората декларация за независимост, обявена от политическите институции в провинцията, доминирани от косовските албанци. Първата е от 7 септември 1990 г.

## Проблеми

### Гърция
Спорът за името страната, който Северна Македония има с Гърция, е пречка за нейното присъединяване към НАТО и ЕС. И двете общности поставят предварителното решаване на спора като задължително условие за членството.

### България
България предлага да бъде подписан договор (основан на Декларацията от 1999) осигуряващ добросъседски отношения между двете страни, което да позволи оказването на българска подкрепа за присъединяването на Северна Македония към Европейския съюз. Въпреки това, има определени препятствия, които възникват от исторически и културни различия между двете страни. В частност, въпросите свързани с историческото наследство и езиковите различия представляват предизвикателства в отношенията между България и Северна Македония. България често изразява загриженост относно статуса и правата на българското малцинство в Северна Македония, както и за признаването на македонския език и идентичност. 

### Косово
Съществуват и напрежения между Северна Македония и Косово, въпреки че двете страни поддържат дипломатически отношения. Основните проблеми са свързани с гранични спорове и статуса на етническите общности. Има случаи на напрежение, свързани с търговските отношения и граничния контрол. Въпреки това, и двете страни са демонстрирали интерес към поддържането на стабилни и мирни отношения, с цел подобряване на регионалната стабилност и интеграция в европейските и атлантическите структури.

### Албания
Отношенията между Северна Македония и Албания са сравнително стабилни, като основната област на сътрудничество е икономическата интеграция и регионалната безопасност. Има обаче някои въпроси, касаещи албанското малцинство в Северна Македония, което търси по-голямо признание и равнопоставеност в македонското общество. Политическите лидери на двете страни са ангажирани с укрепването на двустранните отношения и сътрудничеството в рамките на евроатлантическите интеграционни процеси.

## Списък на страните, с които Северна Македония поддържа дипломатически отношения
| №  | Държава                 | Дата                |
| -- | ----------------------- | ------------------- |
| 1  | 🇸🇮 Словения             | 17 март 1992 г.     |
| 2  | 🇭🇷 Хърватия             | 30 март 1992 г.     |
| 3  | 🇹🇷 Турция               | 26 август 1992 г.   |
| 4  | 🇧🇾 Беларус              | 20 януари 1993 г.   |
| 5  | 🇳🇿 Нова Зеландия        | 8 април 1993 г.     |
| 6  | 🇧🇦 Босна и Херцеговина  | 12 май 1993 г.      |
| 7  | 🇵🇰 Пакистан             | 12 май 1993 г.      |
| 8  | 🇮🇩 Индонезия            | 25 май 1993 г.      |
| 9  | 🇲🇾 Малайзия             | 22 юли 1993 г.      |
| 10 | 🇨🇳 Китай                | 12 октомври 1993 г. |
| 11 | 🇰🇵 Северна Корея        | 2 ноември 1993 г.   |
| 12 | 🇦🇴 Ангола               | 10 ноември 1993 г.  |
| 13 | 🇩🇰 Дания                | 16 декември 1993 г. |
| 14 | 🇩🇪 Германия             | 16 декември 1993 г. |
| 15 | 🇮🇹 Италия               | 16 декември 1993 г. |
| 16 | 🇳🇱 Нидерландия          | 16 декември 1993 г. |
| 17 | 🇬🇧 Обединеното кралство | 16 декември 1993 г. |
| 18 | 🇳🇴 Норвегия             | 20 декември 1993 г. |
| 19 | 🇸🇪 Швеция               | 20 декември 1993 г. |
| 20 | 🇧🇬 България             | 22 декември 1993 г. |
| 21 | 🇦🇱 Албания              | 24 декември 1993 г. |
| 22 | 🇫🇮 Финландия            | 27 декември 1993 г. |
| 23 | 🇫🇷 Франция              | 27 декември 1993 г. |
| 24 | 🇮🇸 Исландия             | 29 декември 1993 г. |
| 25 | 🇵🇱 Полша                | 30 декември 1993 г. |
| 26 | 🇱🇮 Лихтенщайн           | 31 декември 1993 г. |
| 27 | 🇷🇺 Русия                | 31 декември 1993 г. |